# Diazossido
Il diazossido è una molecola strutturalmente correlata ai diuretici tiazidici, ma che si caratterizza per la capacità di attivare i canali del potassio, aumentando la permeabilità della membrana agli stessi ioni potassio e provocando il rilassamento della muscolatura liscia. Come farmaco viene utilizzato sia in caso di emergenze ipertensive che in caso di ipoglicemia.
In Italia viene venduto dalla società Merck & Co. con il nome commerciale di "Proglicem" nella forma farmaceutica di capsule rigide contenenti 25 o 100 mg di principio attivo.

## Caratteristiche strutturali e fisiche
Il composto si presenta come una polvere cristallina bianca o biancastra. Risulta pressoché insolubile in acqua e nella maggior parte dei solventi organici. È invece facilmente solubile in dimetilformammide ed in soluzioni fortemente alcaline.

## Farmacodinamica
Diazossido, in particolare quando viene somministrato per via endovenosa, produce una riduzione della pressione arteriosa, secondaria ad un effetto vasodilatatore sulle arteriole, che comporta una diminuzione delle resistenze periferiche.
Per via orale la molecola aumenta la concentrazione di glucosio nel plasma inibendo la secrezione di insulina dalle cellule β pancreatiche, oltre che attraverso alcuni meccanismi extrapancreatici non completamente chiariti.
Il composto inibisce anche l'escrezione renale dell'acido urico e tende ad aumentare i livelli sierici degli acidi grassi liberi.

## Farmacocinetica
A seguito di somministrazione per via orale il diazossido è assorbito in modo rapido dal tratto gastroenterico.
Nel giro di un'ora è possibile evidenziare l'effetto iperglicemizzante che, in genere, non perdura oltre le 8 ore.
L'emivita plasmatica è variabile tra le 24 e le 36 ore. Il legame della molecola con le proteine plasmatiche è per oltre il 90%, ma si riduce in soggetti con insufficienza renale.
Il farmaco viene eliminato dall'organismo attraverso l'emuntorio renale.

## Tossicologia
Studi sperimentali sugli animali hanno messo in evidenza un valore di DL50, a seguito di somministrazione per via orale, pari a 210 mg/kg peso corporeo nella cavia, fra 1900 e 2572 mg/kg nel topo, superiore a 500 mg/kg nel cane e superiore a 5000 mg/kg nel ratto.

## Usi clinici
Diazossido viene usato per via orale nella gestione dell'ipoglicemia intrattabile (ad esempio secondaria ad insulinoma oppure a iperinsulinismo congenito) mentre la via endovenosa viene utilizzata per trattare le crisi ipertensive, specialmente in quei pazienti in cui altri farmaci, ad esempio il nitroprussiato di sodio, si sono dimostrati di scarsa utilità.
Il farmaco, a causa dei suoi effetti collaterali, non è adatto nei soggetti ipertesi per un utilizzo prolungato nel tempo.
Dosi pari o superiori a 300 mg possono portare ad angina pectoris e infarto miocardico acuto, o infarto cerebrale.

## Effetti collaterali e indesiderati
Oltre alla marcata ipotensione e iperglicemia, possono verificarsi diversi altri effetti avversi. In particolare si può determinare ritenzione di sodio e di liquidi: questo effetto tende a risponde prontamente al trattamento diuretico, ma potrebbe precipitare un'insufficienza cardiaca congestizia in soggetti predisposti.
Anche uno stato di chetoacidosi diabetica e coma non chetonico iperosmolare possono associarsi, sia pure raramente, al trattamento con diazossido.

Altri effetti avversi includono dispepsia, riduzione dell'appetito, nausea, dolore addominale. 
Relativamente comuni anche iperuricemia e gotta. Tra i disturbi neurologici si segnalano ansia, vertigini, cefalea, insonnia, sintomi extrapiramidali, parestesie.

I disturbi ematologici includono eosinofilia, emolisi, anemia, leucopenia, trombocitopenia che può accompagnarsi a porpora e neutropenia (in genere transitoria). In alcuni soggetti possono verificarsi cardiopalmo, tachicardia e molto raramente dolore toracico.

Frequentemente può invece comparire ipertricosi: questo fastidioso effetto avverso è più frequente nel sesso femminile e nei soggetti in età pediatrica.
L'irsutismo tende a manifestarsi sotto forma di una peluria lanuginosa in alcune particolari zone corporee: la parte superiore del viso, la schiena e gli arti.

## Dosi terapeutiche
- Ipoglicemia

La dose iniziale varia da 3 a 5 mg/kg peso corporeo al giorno, per via orale e suddivisi in 2-3 dosi. Il dosaggio successivo viene variato a seconda della risposta terapeutica.
- Ipertensione arteriosa

Nei soggetti che manifestano una crisi ipertensiva è indicato un bolo endovenoso rapido (in 30 secondi) di una dose variabile tra 1 e 3 mg/kg peso corporeo, non superando il dosaggio massimo di 150 mg.  Tale bolo può essere ripetuto a distanza di 5 o 15 minuti, qualora necessario. Dosaggi proporzionalmente inferiori devono essere utilizzati nei soggetti con deterioramento della funzionalità renale.

## Interazioni
- Idroclorotiazide: la contemporanea somministrazione con diazossido può comportare iperglicemia.[15]